# Сибила фон Цимерн
Сибила фон Цимерн (на немски: Sibylla von Zimmern; * 8 октомври 1558 в Мескирх; † 8 октомври 1599 в Хехинген) е графиня от Цимерн и чрез женитба първата графиня и основателка на линията Хоенцолерн-Хехинген (1576 – 1599).
Тя е дъщеря на граф Фробен Кристоф фон Цимерн-Мескирх (* 19 февруари 1519; † 27 ноември 1566), авторът на „Хрониката на графовете фон Цимерн“, и съпругата му графиня Кунигунда фон Еберщайн (1528 – 1575), дъщеря на граф Вилхелм IV фон Еберщайн (1497 – 1562) и съпругата му графиня Йохана фон Ханау-Лихтенберг.(1507 – 1572)
Тя умира на 8 октомври 1599 г. на 41 години в Хехинген и е погребана там.

## Фамилия
Сибила се омъжва на 14 ноември 1574 г. в Мескирх за граф Айтел Фридрих I фон Хоенцолерн-Хехинген (1545 – 1605), най-възрастният син на граф Карл I фон Хоенцолерн (1516 – 1576) и съпругата му Анна фон Баден-Дурлах (1512 – 1579). Тя е втората му съпруга. Айтел Фридрих получава Хехинген през 1576 г. и построява там нов дворец. През 1585 г. той основава със Сибила мъжкия францискански манастир „Св. Лукас“ при Хехинген.
Те имат четири деца:
- Ернст (* 1575; † млад)
- Йохан Георг (1577 – 1623), княз на Хоенцолерн-Хехинген

∞ 1598 вилд- и рейнграфиня Франциска фон Залм-Ньофвил († 1619)
- Максимилиана (1580 – 1633)
- Йохана (1581 – 1634)

∞ 1602 княз Йохан фон Хоенцолерн-Зигмаринген (1578 – 1638)